# Sclerotiaria pentaceros
Sclerotiaria pentaceros är en flockblommig växtart som först beskrevs av Jevgenij Korovin, och fick sitt nu gällande namn av Jevgenij Korovin. Sclerotiaria pentaceros ingår i släktet Sclerotiaria och familjen flockblommiga växter. Inga underarter finns listade i Catalogue of Life.